# Cosimo Di Lauro
Cosimo Di Lauro (Nápoles, 8 de diciembre de 1973-Opera, 13 de junio de 2022) fue un camorrista italiano que fue jefe interino del clan Di Lauro de Nápoles.

## Biografía

### Tomando el relevo de su padre
Como el hijo mayor del jefe de la Camorra, Paolo Di Lauro, también conocido como Ciruzzo 'o milionario (Ciruzzo el millonario), asumió el control del negocio familiar después de que su padre necesitara esconderse de la policía.
Cosimo Di Lauro quería centralizar la operación de narcotráfico que se había llevado a cabo como una franquicia en la que los traficantes pagaban a los Di Lauro una tarifa por hacer negocios y se les permitía comprar las drogas de cualquier fuente disponible. Eliminó a los mafiosos mayores y los reemplazó con jóvenes rudos nuevos en el negocio. En rebelión, una facción conocida como los secesionistas (italiano: Scissionisti) desafió a los Di Lauro en octubre de 2004.

### Pelea en Scampia
Uno de los comerciantes locales, Raffaele Amato, cuestionó las nuevas reglas, huyó a España y organizó una revuelta contra sus antiguos jefes. En Scampia se les conoce como los españoles. Raffaele Amato ordenó el asesinato de Fulvio Montanino y Claudio Salierno, leales a Di Lauro, el 28 de octubre de 2004. Durante su funeral, tres días después, la policía arrestó a dos hombres armados con ametralladoras que planeaban rociar el cortejo fúnebre.
La guerra de pandillas resultante conocida como la disputa Scampia resultó en más de 60 asesinatos en 2004 y 2005. Las dos bandas lucharon entre sí con una brutalidad que sorprendió incluso a los Carabinieri endurecidos. La disputa provocó una repulsión pública generalizada contra la Camorra y condujo a una gran represión por parte de las autoridades, lo que resultó en la captura y encarcelamiento de figuras de alto rango de la Camorra, incluido su padre.

### Arresto
Cosimo Di Lauro fue finalmente detenido el 21 de enero de 2005, en el barrio de Scampia. En febrero de 2008 fue condenado a quince años de prisión por associazione camorristica. El 13 de diciembre de 2008 fue nuevamente condenado a cadena perpetua por ordenar el asesinato de Gelsomina Verde, la exnovia de un gángster Scissionisti rival, Gennaro Notturno, el 21 de noviembre de 2004.
Gelsomina fue secuestrada, torturada y posteriormente asesinada por miembros del clan Di Lauro, en un esfuerzo por obligarla a revelar el paradero de Notturno. Luego los asesinos prendieron fuego a su cuerpo dentro de su automóvil para protegerlos del mal de ojo.

## En la cultura popular
- Gomorra (serie de televisión) Inspirada en el clan Di Lauro y su guerra contra los Scissionisti di Secondigliano liderados por Raffaele Amato.[cita requerida]